# Plover (Wisconsin)
Plover es una villa ubicada en el condado de Portage, Wisconsin, Estados Unidos. Según el censo de 2020, tiene una población de 13 519 habitantes.
Es un suburbio de la ciudad de Stevens Point.

## Geografía
La localidad está ubicada en las coordenadas 44°27′43″N 89°32′17″O / 44.46194, -89.53806. Según la Oficina del Censo de los Estados Unidos, Plover tiene una superficie total de 28.69 km², de la cual 27.45 km² corresponden a tierra firme y 1.24 km² es agua.

## Demografía
Según el censo de 2020, hay 13 519 personas residiendo en Plover. La densidad de población es de 492.50 hab./km². El 86.79% de los habitantes son blancos, el 1.30% son afroamericanos, el 0.31% son amerindios, el 5.01% son asiáticos, el 0.04% son isleños del Pacífico, el 1.70% son de otras razas y el 4.85% son de una mezcla de razas. Del total de la población, el 5.09% son hispanos o latinos de cualquier raza.